# Alessandro Fei

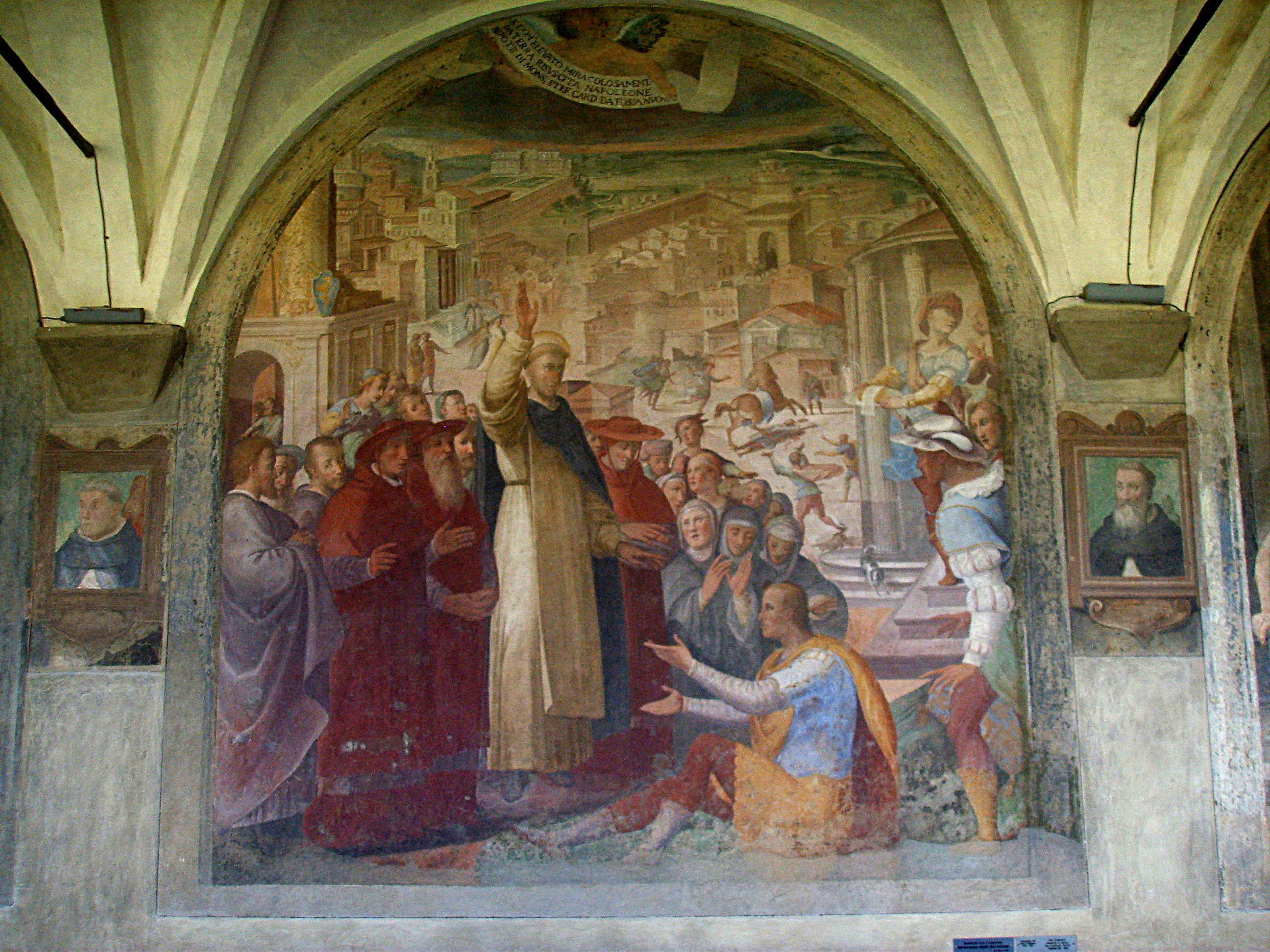
Santo Domingo resucita a Napoleone Orsini, Chiostro Grande, Santa Maria Novella, Florencia.

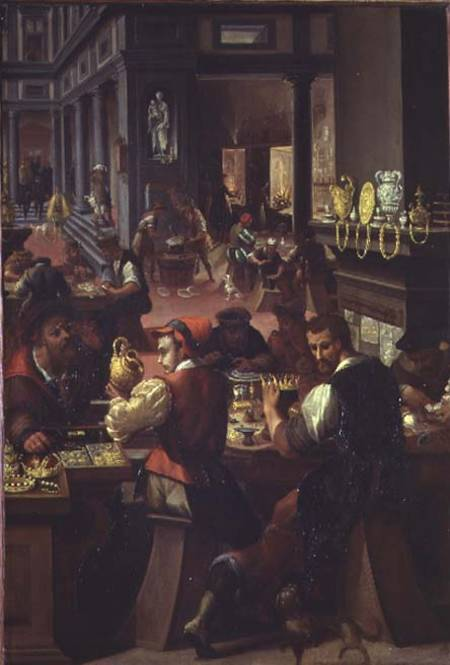
El taller del orfebre, Studiolo de Francisco I, Palazzo Vecchio, Florencia.

Alessandro di Vincencio Fei (Florencia, 1538/1543 - Florencia, 1592), también conocido como Alessandro del Barbiere por la profesión de su padre, fue un pintor manierista italiano.

## Biografía
Comenzó como aprendiz de los maestros Ridolfo del Ghirlandaio y Pierfrancesco Foschi. En 1564 se adhirió a la Accademia del Disegno fundada por Giorgio Vasari y a partir de 1565 comenzó a trabajar junto a este artista, pintando una serie de lienzos para el Salone del Cinquecento del Palazzo Vecchio de Florencia.
En la década de 1570, Fei pintó sus más notables trabajos. En el Studiolo de Francisco I del mismo Palazzo Vecchio contribuyó con el Taller de Orfebrería. En esta obra conjuga un estilo plenamente manierista con el gusto por el detalle de la pintura flamenca.
En 1571 siguió a Vasari a Roma, donde trabajó en las capillas de Torre Pio. Antes de su retorno a Florencia pintó en la Santa Croce, donde dejó una Flagelación (1575), que muestra una mezcla de influencias romanas y toscanas, particularmente de los hermanos Zuccari. Otras obras de este período son los frescos del Chiostro Grande de Santa Maria Novella, en Florencia; la Anunciación de San Nicolo Oltrarno y la Virgen con santos en Santa Maria delle Grazie, en Pistoia.
En 1585, Fei pintó cuatro lienzos de Cristo y los apóstoles para San Giovannino degli Scolopi, en Florencia. Un año después fue encargado por Lorenzo de Médici para hacer su retrato. La Virgen del Rosario, en San Giovanni Battista de Vicchio di Mugello y el San Pancrazio de la iglesia del santo en Valdelsa también son obras contemporáneas.
En 1589 colaboró en las decoraciones para la boda del gran duque Fernando I de Médici y Cristina de Lorena. Según Borghini y Filippo Baldinucci, Fei pasó algún tiempo en Messina, ejecutando un ciclo de doce azulejos para el mosaico de la Virgen de la Ciambretta (San Gregorio, Messina). También le pueden ser atribuidos otros cinco azulejos con Escenas de la Vida de la Virgen (1582, Museo Reggionale, Messina).

## Obras destacadas
- El taller del orfebre (1571, Studiolo de Francisco I, Palazzo Vecchio, Florencia)
- Flagelación (1575, Santa Croce, Florencia)
- Cristo y los Apóstoles (1585, San Giovannino degli Scolopi, Florencia)
- Decoraciones al fresco del Chiostro Grande de Santa Maria Novella, junto a Giovanni Maria Butteri
  - Santo Domingo resucita al sobrino del Cardenal Orsini
  - Ascensión de Cristo
  - El rey David
  - El profeta Isaías
- Virgen con Niño y ángeles (San Pier Gattolino)